# ابربكوة (غربي أردبيل)
ابربکوة (بالفارسية: ابربکوه) هي قرية تقع في إيران في قسم الغربي الريفي. يقدر عدد سكانها بـ 204 نسمة بحسب إحصاء 2016.